# Nmap

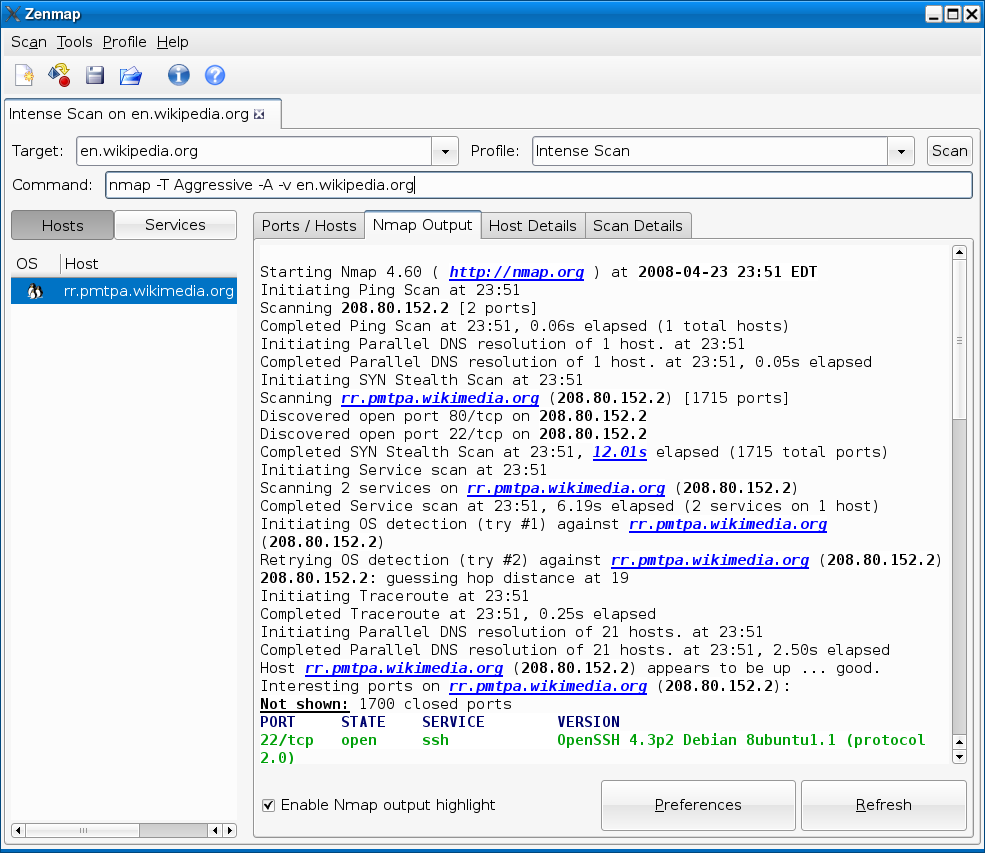
Nmap 4.5 unter Linux mit Zenmap-GUI

Nmap ist ein freier Portscanner zum Scannen und Auswerten von Hosts in einem Rechnernetz. Der Name steht für Network Mapper.
Nmap wurde von einem unter dem Nickname Fyodor bekannten Hacker ursprünglich für das Betriebssystem Linux entwickelt. Das textbasierte Programm unterlag bis Version 7.90 einer modifizierten Version der GNU General Public License, als diese durch eine auf ihr basierende eigene Lizenz ersetzt wurde. Nmap kann darüber hinaus auch kostenpflichtig unter einer alternativen Lizenz erworben werden (um es zum Beispiel innerhalb von Nicht-GPL-Software zu benutzen). Neben der textbasierten Variante gibt es noch die grafische Benutzeroberfläche NmapFE zur komfortablen Einstellung von Nmap, welche mittlerweile durch die Zenmap genannte GUI abgelöst wurde, die auf UMIT von Adriano Monteiro Marques basiert. Obwohl nmap ursprünglich ein Unix-Werkzeug war, existiert mittlerweile auch eine Portierung auf Windows-Betriebssysteme. Sie bietet annähernd den vollen Funktionsumfang, hat jedoch einige Einschränkungen.
Nmap wird in erster Linie für Portscanning (also das Untersuchen der Ports eines Hosts) eingesetzt. Das Werkzeug wurde ständig erweitert und konnte sich vor allem durch die aktiven Techniken für OS-Fingerprinting (das Erkennen des eingesetzten Betriebssystems auf dem Zielhost) einen Namen machen. Auch das Mapping von Umgebungen (Erkennen aktiver Hosts) ist möglich. Darüber hinaus lassen sich mit Nmap vereinzelt die hinter einem Port stehenden Dienste und deren Version auslesen.
Nmap ist sowohl bei Angreifern als auch bei Administratoren sehr beliebt, da es sehr effizient und zuverlässig arbeitet. Es ist ein wichtiger Bestandteil bei der Netzwerkdiagnose und Auswertung von netzwerkfähigen Systemen. Unter anderem wird es auch vom Vulnerability Scanner Nessus zur Erfassung offener Ports eingesetzt.

## Nmap in Film und Fernsehen
In einigen Filmen kommt Nmap vor: In Matrix Reloaded hackt sich der Charakter Trinity mithilfe des 2001 entdeckten SSH1-CRC32-Exploit in ein Kraftwerk ein, nachdem sie den Rechner mit Nmap gescannt hat. In dem Film Battle Royale wird der Quelltext von Nmap gezeigt. Des Weiteren wird in Das Bourne Ultimatum die damalige Beta-Version 4.01 mit der grafischen Oberfläche Zenmap benutzt. Außerdem wurde Nmap als Portscanner in dem Film Who Am I – Kein System ist sicher benutzt, um dadurch die Elektrizität eines Hauses abzuschalten.